# A cigánylány
A cigánylány (olaszul La zingara) Gaetano Donizetti kétfelvonásos operája (opera semiseria). A művet 1822 februárjától májusig komponálta. A librettót Andrea Leone Tottola írta Louis Charles Caignez La petite bohémienne című színműve alapján. Az ősbemutatóra 1822. május 12-én került sor a nápolyi Teatro Nuovóban. Magyarországon még nem játszották.

## Szereplők
| Szereplő                                   | Hangfekvés   | Az ősbemutató szereposztása |
| ------------------------------------------ | ------------ | --------------------------- |
| Argilla                                    | mezzoszoprán | Giacinta Canonici           |
| Ines                                       | szoprán      | Caterina Monticelli         |
| Ferrando                                   | tenor        | Marco Venier                |
| Don Ranuccio Zappador                      | basszus      | Carlo Moncada               |
| Don Sebastiano Alvarez                     | basszus      | Giuseppe Fioravanti         |
| Alziras hercege                            | tenor        | Alessandro Busti            |
| Papaccione                                 | basszus      | Carlo Casaccia              |
| Amelia                                     | szoprán      | Francesca Ceccherini        |
| Ghita                                      | szoprán      | Clementina Grassi           |
| Manuelita                                  | szoprán      | Marianna Grassi             |
| Antonio Alvarez                            | tenor        | Raffaele Sarti              |
| Sguiglio                                   | tenor        | Raffaele Casaccia           |
| Domestici di Zappador e di zingari, chorus |              |                             |

## Cselekménye
A cselekmény központjában Argilla, a cigánylány áll, aki összehozza a szerelmes Ferrandót és Inest. Ugyanakkor megakadályozza Ranuccio tervét, hogy kivégezze Alziras hercegét.  A cigánylány révén a herceg megtudja, hogy Ferrando tulajdonképpen az elveszettnek hitt testvére. A hercegi palotába jutva Argilla átveri a szolgálót, Pappaciónét és titokban kiszabadítja Sebastianót, akit Ranuccio igazságtalanul vetett börtönbe. Végül kiderül, hogy Argilla tulajdonképpen Don Sebastiano régen elveszettnek hitt leánya.